# Helmut Hempfer
Helmut Hempfer (* 2. Oktober 1928 in Haag; † 4. August 2021 in Ottobeuren) war ein deutscher römisch-katholischer Theologe und Pfarrer.

## Leben
Helmut Hempfer studierte Philosophie und Theologie an der Philosophisch-Theologischen Hochschule Freising, später an der Ludwig-Maximilians-Universität und am Herzoglichen Georgianum in München.
Kardinal Joseph Wendel weihte ihn am 29. Juni 1954 im Freisinger Dom zum Priester für das Erzbistum München und Freising.
Er war von 1954 bis 1958 als Kaplan in St. Nikolaus in Mühldorf tätig, von 1958 bis 1962 als Kaplan in St. Ludwig in München.
Von 1962 bis 1969 war er als erzbischöflicher Sekretär enger Mitarbeiter von Kardinal Julius Döpfner, zugleich mit Gerhard Gruber. Schwerpunktmäßig war Gruber zur Zeit des Zweiten Vatikanischen Konzils mit den römischen Angelegenheiten, Hempfer mit den Angelegenheiten des Erzbistums betraut.
Helmut Hempfer begleitete Julius Döpfner vom 19. bis zum 21. Juni 1963 zum Konklave, das Papst Paul VI. wählte.
Von 1969 bis 1976 war er Stadtpfarrer von St. Clemens in München, von 1976 bis 1999 Stadtpfarrer von St. Ludwig in München.
Vom 12. Januar 1978 bis 31. August 1999 leitete Hempfer als Dekan das damalige Erzbischöfliche Dekanat München-Schwabing über mehrere Wahlperioden.
1979–1983 war er Mitglied des 4. Priesterrats der Erzdiözese.
Seit Beginn seines Ruhestands leistete er von 1999 bis 2005 nebenamtlich den priesterlichen Dienst in einem Altenheim. Außerdem arbeitete er ehrenamtlich in der Leitung von Lehrveranstaltungen des von Eugen Biser nach dessen Emeritierung 1987 initiierten und bis 2007 geleiteten Seniorenstudiums der Ludwig-Maximilians-Universität mit.
Seit dieser Zeit arbeitete er nebenamtlich in der Seelsorge Dom Zu Unserer Lieben Frau mit.

## Auszeichnungen
- Kaplan Seiner Heiligkeit durch Papst Paul VI. (28. Oktober 1968)
- Verdienstkreuz am Bande des Verdienstordens der Bundesrepublik Deutschland (23. Juni 1983)
- Päpstlicher Ehrenprälat durch Johannes Paul II. (6. Mai 1992)
- Denkmalschutzmedaille für das Jahr 1997 (15. Mai 1998)

## Schriften (Auswahl)

### Bücher
- mit Peter Pfister (Hrsg.): St. Ludwig in München. 150 Jahre Pfarrei 1844–1994. Mit Beiträgen von: Georg Schwaiger, Manfred Weitlauff, Hanna-Barbara Gerl-Falkovitz, Frank Büttner, Eugen Biser, Peter Pfister, Helmut Hempfer und einem Geleitwort von Kardinal Friedrich Wetter, Weißenhorn (Bayern) 1994, ISBN 3-87437-357-6.
- (Hrsg.): Im Spannungsfeld von Kirche und Gesellschaft, von Glaube und Wissenschaft. 150 Jahre St. Ludwig, Predigten und Festansprachen. Mit Beiträgen von: Kardinal Friedrich Wetter, Weihbischof Engelbert Siebler, Ehrenfried Schulz, Weißenhorn 1994.
- Unsere Ludwigskirche in München. Wegweiser für Mädchen und Buben. München 1994.
- In Memoriam. Ein Stück Pastoralgeschichte der Pfarrei St. Ludwig in München. München 1996.
- (Hrsg.): St. Ludwig in München. Werktagskapelle. Mit Beiträgen von: Ludwig Spaenle, Martin Spaenle, Jochem Poensgen. München 1997.
- St. Ludwig in München. Renovierung, liturgisches Gerät, Paramente. Weißenhorn 1998, ISBN 3-87437-420-3.

### Beiträge
- Die Pfarrei St. Ludwig heute. In: Helmut Hempfer, Peter Pfister (Hrsg.): St. Ludwig in München. 150 Jahre Pfarrei 1844–1994. Weißenhorn (Bayern) 1994, ISBN 3-87437-357-6, S. 217–276.
- St. Ludwig heute. Eine Pfarrei stellt sich vor. In: Peter Pfister, Klaus Rupprecht, Marita Sagstetter (Hrsg.): St. Ludwig in München. Kirchenpolitik, Kirchenbau und kirchliches Leben. Eine Ausstellung des Bayerischen Hauptstaatsarchivs und der Pfarrei St. Ludwig zum 150. Jubiläum der Gründung durch König Ludwig I., München, 19. September–5. November 1995 (= Ausstellungskataloge der staatlichen Archive Bayerns. Nr. 35). München 1995, ISBN 3-921635-35-7, S. 289–304.
- Bücher – und sonst nichts? Die Bedeutung der Katholischen öffentlichen Bücherei St. Ludwig für die Seelsorge in St. Ludwig. In: Katholische Pfarrgemeinde St. Ludwig, Ulrich Babinsky (Hrsg.): Einhundert Jahre Katholische öffentliche Bücherei St. Ludwig 1904–2004. München 2004, S. 16–27.
- Professor Eugen Biser zum 85-sten Geburtstag. In: Ulrich Babinsky (Hrsg.): Kath. Pfarrgemeinde St. Ludwig/„Posaune“– Pfarrnachrichten St. Ludwig. Nr. 1/2003, München 2003, S. 3–11.
- Der Universitätsgottesdienst mit Eugen Biser. Eine kostbare Stunde. In: Eugen-Biser-Stiftung (Hrsg.): Dialog aus christlichem Ursprung. Fünf Jahre Eugen-Biser-Stiftung. Limburg 2008, 74–82.